# 漢斯·馮·薩爾穆特
漢斯·埃伯哈爾德·庫爾特·馮·薩爾穆特男爵（德語：Hans Eberhard Kurt Freiherr von Salmuth，1888年11月11日—1962年1月1日）是二戰期間的德國將軍和戰犯。薩爾穆斯在諾曼底登陸期間指揮了幾支軍隊，包括在法國的德國第15軍團。戰爭結束後，作為隨後紐倫堡審判的一部分，他在高級指揮部審判中受審。他被判犯有戰爭罪和危害人類罪，並被判處20年徒刑。他於1953年獲釋。

## 外部連結
- US Military Tribunal Nuremberg.  (PDF). 1948  [30 May 2016]. （原始内容存档 (PDF)于2023-06-08）.

| 军职                              | 军职                                         | 军职                                    |
| --------------------------------- | -------------------------------------------- | --------------------------------------- |
| 前任： 歐根·奧特中將              | 第30軍军长 1941年5月10日 – 1941年12月27日    | 繼任： 马克西米利安·弗雷特-皮科砲兵上將 |
| 前任： 赫爾曼·霍特大將            | 第17軍團指揮官 1942年4月20日 – 1942年5月31日 | 繼任： 理查德·魯奧夫大將                |
| 前任： 哥特哈德·海因里希大將      | 第4軍團指揮官 1942年6月6日 - 1942年7月15日   | 繼任： 哥特哈德·海因里希大將            |
| 前任： 马克西米利安·冯·魏克斯大將 | 第2軍團指揮官 1942年7月14日 - 1943年2月3日   | 繼任： 瓦爾特·魏斯大將                  |
| 前任： 哥特哈德·海因里希大將      | 第4軍團指揮官 1943年6月 - 1943年7月31日      | 繼任： 哥特哈德·海因里希大將            |
| 前任： 海因里希·冯·维廷霍夫大將   | 第15軍團指揮官 1943年8月8日 - 1944年8月24日  | 繼任： 古斯塔夫-阿道夫·冯·赞根大將      |